# Бартихан (князь Турлоевский)
Бартихан (ум. ок. 1685 года) — князь из рода Турловых, по предположению Т. М. Айтберова, потомок аварских ханов, владетель Чечен-аула и близлежащих деревень и Гумбета. Батырхан был старшим сыном Алибека, который по предположению Т. М. Айтберова был тем самым Алибеком, вторым сыном Турарава. По другой версии Батырхан был кумыкским правителем, из Эндирея или же они были окумыченными кабардинцами из села Брагуны.
Князь Бартихан (в русском документе XVII в. «Батырхан») упоминается под 1679 год. У князя Бартихана Турлова был сын Айдемир. Имелось у Бартихана и четыре брата, которые также, как и он, являлись сыновьями Алибека. Это были: Айдемиршамхал (упом. под 1674—1679 г.г.), который получил своё имя, несомненно, в честь шамхала Айдемира Эндереевского — в знак, по-видимому, родства с ним по женской линии, Мухаммад (упом. под 1674 год), Султанахмад и Мухаммадоцоми (упом. под 1674 год). Последний, судя по имени собственному (его составной частью является слово уцуми — «правитель Кайтага»), имел — как, возможно, и его брат «Султанахмад» — родственную связь по материнской линии с домом Кайтагских уцмиев и, соответственно, владел, думается, даргинским языком.
Умер Бартихан около 1685 года. Ему наследовал Турарав.